# カンニングの思い出づくり
カンニングの思い出づくり（カンニングのおもいでづくり）は、ポニーキャニオンより発売されたDVD。出演はお笑いコンビカンニングの2人。
2005年1月にAmazonから発売され、2005年5月18日に店頭発売された。

## 収録内容
- オープニング

竹山と中島の2人が登場し、トークを行う。
- 怒り 1～7

ラジオ番組のコーナーの再収録。
- 密着150km 1～9

東京から埼玉までの自転車移動、学園祭での漫才を収録。
- 思い出巡り 1～4

2人の思い出の場所が紹介されている。
- 湘南へLet'sGO！

サーファー竹山、釣り師中島の序章。
- サーファー竹山 1～5

竹山が湘南でサーフィンに挑戦する様子を収めている。
- 釣り師中島 1～5

中島が湘南で釣りを行う様子を収めている。彼の過去の経歴も分かる。
- 海人の集い

最終章。中島が竹山に料理を振舞っている。そのままエンディングへ。
- カンニングデビュー記念独演会
- カンニング5周年記念独演会
- カンニング10周年記念独演会
- カンニング12周年記念独演会

当時の漫才の様子を、衣装と共に再現している。キレキャラではない頃の漫才もある。
- ･･･（エンディング）

竹山と中島が登場し、視聴者に礼を言う。

## DVDについて
カンニングとしての出演DVDは、この後2枚発売されている。しかし、中島は当時白血病の療養中であったため、いずれにも参加しておらず、この作品が最初で最後の出演作品となった。